# NN-169
La carretera NN‑169 es una vía departamental secundaria ubicada en el departamento de Managua. Conecta la zona turística de Masachapa con la ciudad de San Rafael del Sur, atravesando áreas rurales importantes del municipio.

## Trazado y cruces
| km   | Localidad / Punto  | Departamento | Conexión / Ruta         |
| ---- | ------------------ | ------------ | ----------------------- |
| 0,0  | Masachapa          | Managua      | NN 168                  |
| 2,5  | La Ceiba           | Managua      | Camino secundario local |
| 5,6  | San Pablo          | Managua      | Camino rural            |
| 7,85 | San Rafael del Sur | Managua      | NIC-16                  |

## Coordenadas
Uno de los tramos de la NN‑169 puede ser encontrado en las coordenadas: 11°48′04″N 86°29′30″O / 11.8010, -86.4917